# K League 2000
La K League 2000 fue la 18.ª temporada de la K League. Contó con la participación de diez equipos. El torneo comenzó el 14 de mayo y terminó el 15 de noviembre de 2000. Cabe destacar que Cheonan Ilhwa Chunma y Pusan Daewoo Royals pasaron a competir oficialmente bajo las denominaciones de Seongnam Ilhwa Chunma y Busan I'Cons respectivamente, mientras que Jeonbuk Hyundai Dinos cambió su nombre durante el torneo a Jeonbuk Hyundai Motors.
El campeón fue Anyang LG Cheetahs, por lo que clasificó a la Copa de Clubes de Asia 2001-02. Por otra parte, salió subcampeón Bucheon SK.

## Reglamento de juego
El torneo se disputó en un formato de todos contra todos a tres rondas, de manera tal que cada equipo debió jugar dos partidos de local y uno de visitante (o viceversa) contra sus otros nueve contrincantes. Una victoria se puntuaba con tres unidades, mientras que un partido ganado por penales valía un punto y la derrota, ninguno.
Para desempatar se utilizaron los siguientes criterios:
1. Puntos
2. Diferencia de goles
3. Goles anotados
4. Resultados entre los equipos en cuestión

Los cuatro mejores del torneo clasificaron a los play-off por el campeonato, que se decidieron de esta manera:
1. En la primera ronda se enfrentaron el tercero contra el cuarto de la tabla de posiciones; en caso de que el marcador siguiera igualado al término del tiempo reglamentario, se jugaría una prórroga. En caso de que prosiguiera la paridad en el resultado, se ejecutaría una tanda de penales.
2. En la segunda ronda se cruzaron el segundo de la tabla de posiciones frente al ganador de la primera ronda, pero a partir de aquí se definiría en dos partidos. Si el marcador global siguiera igualado al término del tiempo reglamentario de la vuelta, se disputaría una prórroga. Finalmente, en caso de que prosiguiera la paridad en el resultado, se ejecutaría una tanda de penales.
3. En la final se enfrentaron el mejor de la tabla de posiciones contra el vencedor de la segunda ronda. En este caso, se siguieron las mismas reglas que para la ronda anterior.

## Tabla de posiciones
| Pos. | Equipo                      | Pts. | PJ | G  | GP | P  | GF | GC | Dif. | Clasificación                                                                          |
| ---- | --------------------------- | ---- | -- | -- | -- | -- | -- | -- | ---- | -------------------------------------------------------------------------------------- |
| 1    | Anyang LG Cheetahs (C, Q)   | 53   | 27 | 17 | 2  | 8  | 46 | 25 | +21  | Clasificado a la Copa de Clubes de Asia 2001-02                                        |
| 2    | Seongnam Ilhwa Chunma (Q)   | 42   | 27 | 12 | 6  | 9  | 43 | 33 | +10  | Segunda ronda del play-off por el campeonato                                           |
| 3    | Jeonbuk Hyundai Motors (Q)  | 37   | 27 | 11 | 4  | 12 | 34 | 40 | −6   | Primera ronda del play-off por el campeonato                                           |
| 4    | Bucheon SK (Q)              | 36   | 27 | 10 | 6  | 11 | 45 | 35 | +10  | Primera ronda del play-off por el campeonato Clasificado a la Recopa de la AFC 2001-02 |
| 5    | Suwon Samsung Bluewings (Q) | 36   | 27 | 11 | 3  | 13 | 48 | 43 | +5   | Clasificado a la Copa de Clubes de Asia 2001-02                                        |
| 6    | Busan I'Cons                | 29   | 27 | 9  | 2  | 16 | 42 | 42 | 0    |                                                                                        |
| 7    | Chunnam Dragons             | 28   | 27 | 8  | 4  | 15 | 28 | 35 | −7   |                                                                                        |
| 8    | Daejeon Citizen             | 24   | 27 | 7  | 3  | 17 | 26 | 40 | −14  |                                                                                        |
| 9    | Pohang Steelers             | 22   | 27 | 5  | 7  | 15 | 31 | 39 | −8   |                                                                                        |
| 10   | Ulsan Hyundai Horang-i      | 20   | 27 | 6  | 2  | 19 | 26 | 37 | −11  |                                                                                        |

 Fuente: South Korea 2000
Notas:
1. ↑  Suwon Samsung Bluewings se clasificó para la Copa de Clubes de Asia 2001-02 como campeón vigente.

## Play-off por el campeonato

### Cuadro de desarrollo
|  | Primera ronda          | Primera ronda     |                       |   | Segunda ronda      | Segunda ronda      | Segunda ronda          |   |       | Final                | Final                | Final                |  |
|  | 1 de noviembre         | 1 de noviembre    |                       |   | 5 y 8 de noviembre | 5 y 8 de noviembre | 5 y 8 de noviembre     |   |       | 12 y 15 de noviembre | 12 y 15 de noviembre | 12 y 15 de noviembre |  |
|  |                        |                   |                       |   |                    |                    |                        |   |       |                      |                      |                      |  |
|  |                        |                   |                       |   |                    |                    |                        |   |       |                      |                      |                      |  |
|  |                        |                   |                       |   |                    |                    |                        |   |       |                      |                      |                      |  |
|  |                        |                   |                       |   |                    |                    |                        |   |       |                      |                      |                      |  |
|  |                        |                   |                       |   |                    |                    |                        |   |       |                      |                      |                      |  |
|  |                        |                   |                       |   |                    |                    |                        |   |       |                      |                      |                      |  |
|  |                        |                   |                       |   |                    |                    |                        |   |       |                      |                      |                      |  |
|  |                        |                   |                       |   |                    |                    |                        |   |       |                      |                      |                      |  |
|  |                        |                   |                       |   |                    |                    |                        |   |       |                      |                      |                      |  |
|  |                        |                   |                       |   |                    |                    |                        |   |       |                      |                      |                      |  |
|  |                        |                   |                       |   |                    |                    |                        |   |       |                      |                      |                      |  |
|  |                        |                   |                       |   |                    |                    | Anyang LG Cheetahs (p) | 4 | 1 (4) |                      |                      |                      |  |
|  |                        |                   |                       |   |                    |                    |                        | 4 | 1 (4) |                      |                      |                      |  |
|  |                        |                   | Bucheon SK            | 1 | 1 (2)              |                    |                        |   |       |                      |                      |                      |  |
|  |                        |                   | Bucheon SK            | 1 | 1 (2)              |                    |                        |   |       |                      |                      |                      |  |
|  |                        |                   |                       |   |                    |                    |                        |   |       |                      |                      |                      |  |
|  |                        |                   |                       |   |                    |                    |                        |   |       |                      |                      |                      |  |
|  |                        | Bucheon SK (t.s.) | 3                     | 2 |                    |                    |                        |   |       |                      |                      |                      |  |
|  |                        |                   | 3                     | 2 |                    |                    |                        |   |       |                      |                      |                      |  |
|  |                        |                   | Seongnam Ilhwa Chunma | 1 | 3                  |                    |                        |   |       |                      |                      |                      |  |
|  | Jeonbuk Hyundai Motors | 1                 | Seongnam Ilhwa Chunma | 1 | 3                  |                    |                        |   |       |                      |                      |                      |  |
|  | Jeonbuk Hyundai Motors | 1                 |                       |   |                    |                    |                        |   |       |                      |                      |                      |  |
|  | Bucheon SK (t.s.)      | 2                 |                       |   |                    |                    |                        |   |       |                      |                      |                      |  |
|  | Bucheon SK (t.s.)      | 2                 |                       |   |                    |                    |                        |   |       |                      |                      |                      |  |
|  |                        |                   |                       |   |                    |                    |                        |   |       |                      |                      |                      |  |

### Primera ronda
| 1 de noviembre de 2000, 19:00 | Jeonbuk Hyundai Motors | 1:2 (1:1, 0:0) (t. s.) | Bucheon SK                   | Jeonju Sports Complex, Jeonju   |                                 |
|                               | S.B. Park 53'          | Reporte                | K.J. Jeon 66' · W.S. Lee 94' | Asistencia: 10.068 espectadores | Asistencia: 10.068 espectadores |

### Segunda ronda
| Ida; 5 de noviembre de 2000, 15:00 | Seongnam Ilhwa Chunma | 1:3 (0:1) | Bucheon SK                                  | Seongnam Sports Complex, Seongnam |                                 |
|                                    | D.E. Kim 46'          | Reporte   | J.C. Yoon 20' · C. Kang 47' · K.K. Gwak 85' | Asistencia: 11.758 espectadores   | Asistencia: 11.758 espectadores |

| Vuelta; 8 de noviembre de 2000, 19:00 | Bucheon SK                     | 2:3 (1:3, 0:0) (t. s.) | Seongnam Ilhwa Chunma                          | Estadio Mokdong, Seúl          |                                |
|                                       | J.C. Yoon 59' · K.K. Gwak 102' | Reporte                | D.P. Hong 51' · N.Y. Park 66' · Y.S. Hwang 78' | Asistencia: 6.832 espectadores | Asistencia: 6.832 espectadores |

### Final
| Ida; 12 de noviembre de 2000, 15:00 | Bucheon SK   | 1:4 (1:4) | Anyang LG Cheetahs                                           | Estadio Mokdong, Seúl                                     |                                                           |
|                                     | W.S. Lee 39' | Reporte   | J.H. Wang 13' · K.M. Jung 23' · Y.S. Choi 34' · S.S. Yoo 44' | Asistencia: 13.825 espectadores Árbitro(s): Han Byung-hwa | Asistencia: 13.825 espectadores Árbitro(s): Han Byung-hwa |

| Vuelta; 15 de noviembre de 2000, 18:30 | Anyang LG Cheetahs                               | 1:1 (1:1, 0:0) (t. s.)(4:2 p.) | Bucheon SK                                | Anyang Sports Complex, Anyang                             |                                                           |
|                                        | André 76'                                        | Reporte                        | K.K. Gwak 59'                             | Asistencia: 20.833 espectadores Árbitro(s): Lee Sang-yong | Asistencia: 20.833 espectadores Árbitro(s): Lee Sang-yong |
|                                        |                                                  | Tiros desde el punto penal     |                                           |                                                           |                                                           |
|                                        | S.I. Kim · André · S.J. Kim · S.G. Han · Ricardo |                                | L.S. Lee · K.K. Gwak · G.D. Kim · C. Kang |                                                           |                                                           |

## Campeón
|                                        |
|                                        |
| Campeón Anyang LG Cheetahs 3.er título |